# Station Okachimachi
Station Okachimachi (御徒町駅, Okachimachi-eki) is een treinstation in de speciale wijk Taito in Tokio.
Het station is gebouwd op een verhoogd viaduct dat in noord-zuidrichting loopt. Er zijn vier perrons (twee eilanden met twee sporen aan weerszijden van elk platform). Sporen 1 en 4 (de buitenste sporen) worden gebruikt door de Keihin-Tohoku-lijn (京 浜 东北 线), terwijl nummers 2 en 3 (de binnenste sporen) worden gebruikt door treinen van de Yamanote-lijn (山 手 线). Deze perronregeling maakt het gemakkelijk voor de passagiers om over te stappen tussen de lijnen in dezelfde richting gaan. Ten oosten van deze perrons bevinden zich sporen die behoren tot de Tōhoku-hoofdlijn en die voorheen liepen naar Station Tokyo Station, maar die worden nu gebruikt voor treinen met Station Ueno als eindpunt.
Okachimachi heeft twee uitgangen, de noordelijke uitgang (北 口) en de zuidelijke uitgang (南口). Beide uitgangen hebben kaartautomaten en badkamers, maar de noordelijke uitgang heeft een JR reservatiekantoor en roltrappen naar de perrons. Aan de andere kant zijn er kluisjes beschikbaar bij de zuidelijke uitgang.

## Lijnen
- East Japan Railway Company (JR-East)
- Keihin-Tohoku-lijn
- Yamanote-lijn

Shinagawa · Ōsaki · Gotanda · Meguro · Ebisu · Shibuya · Harajuku · Yoyogi · Shinjuku · Shin-Ōkubo · Takadanobaba · Mejiro · Ikebukuro · Ōtsuka · Sugamo · Komagome · Tabata · Nishi-Nippori · Nippori · Uguisudani · Ueno · Okachimachi · Akihabara · Kanda · Tokio · Yūrakuchō · Shinbashi · Hamamatsuchō · Tamachi · Shinagawa